# Таштау
Ташта́у (рос. Таштау, башк. Таштау) — присілок у складі Дюртюлинського району Башкортостану, Росія. Входить до складу Семилітівської сільської ради.
Населення — 212 осіб (2010; 171 у 2002).
Національний склад:
- башкири — 74 %

Стара назва — Таш-Тау.